# Boiga schultzei
Boiga schultzei là một loài rắn trong họ Rắn nước. Loài này được Taylor mô tả khoa học đầu tiên năm 1923.

## Hình ảnh

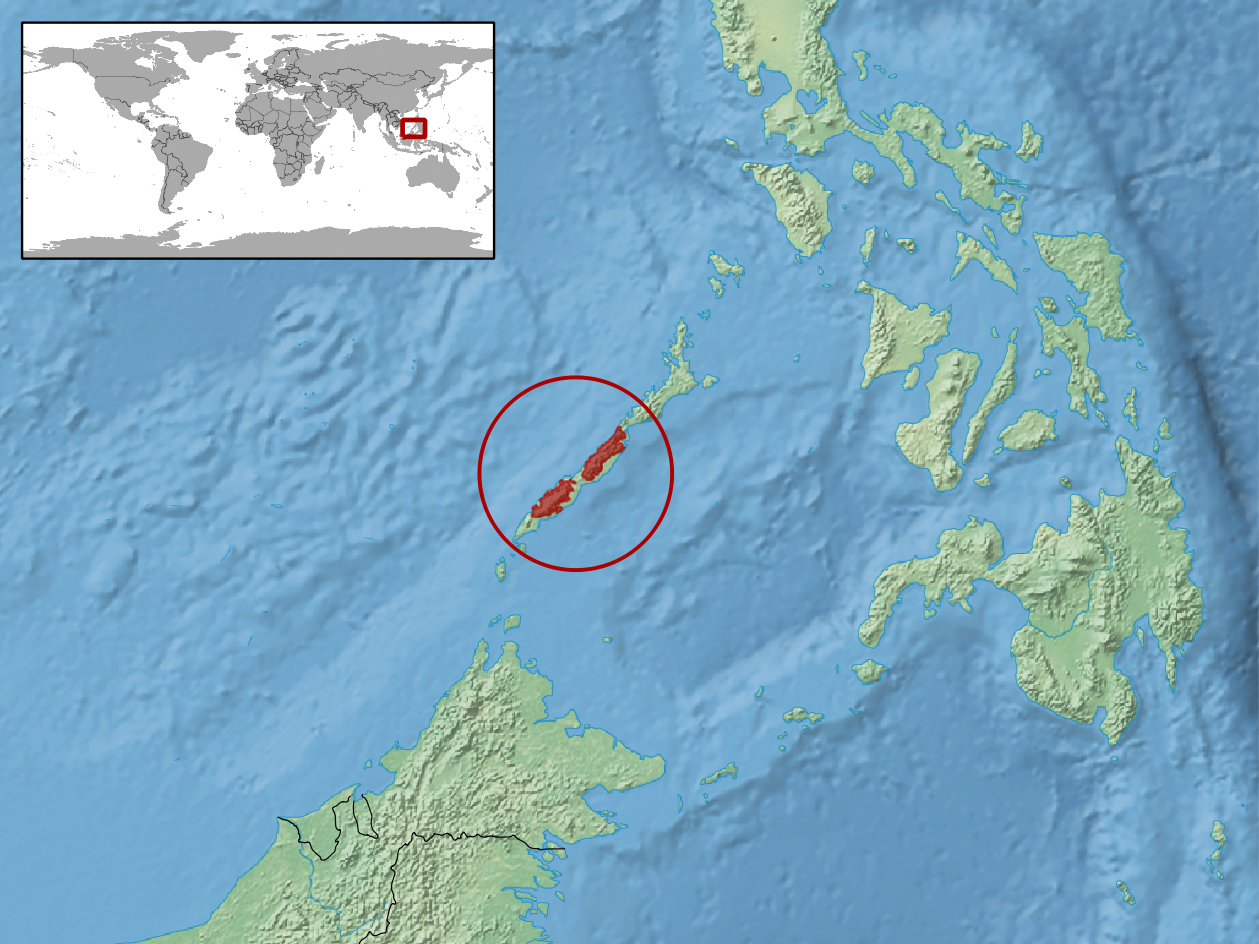
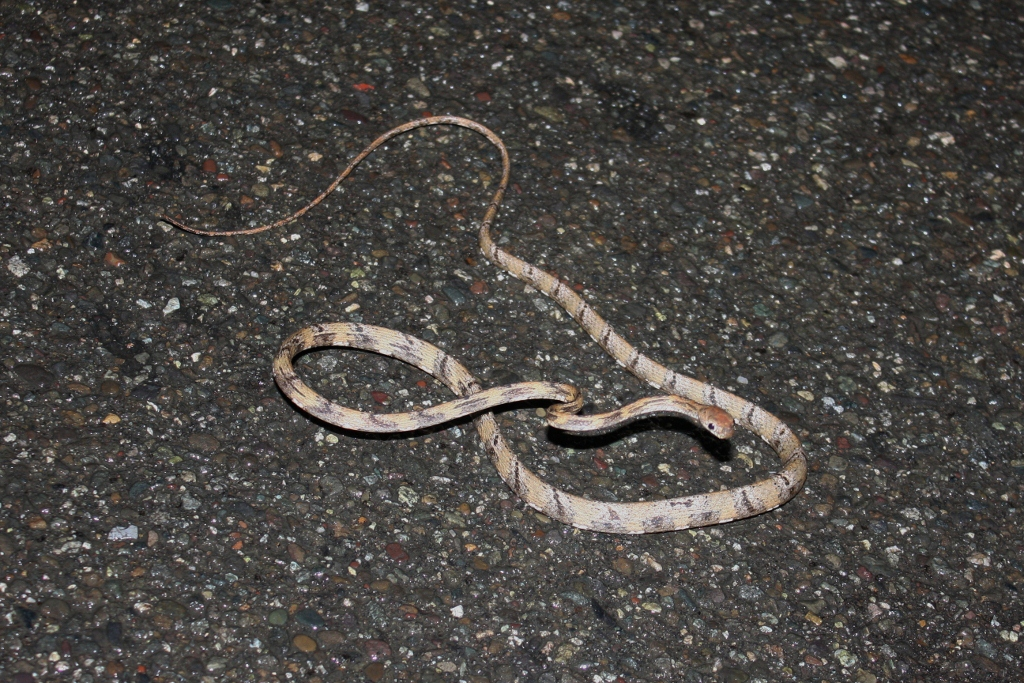
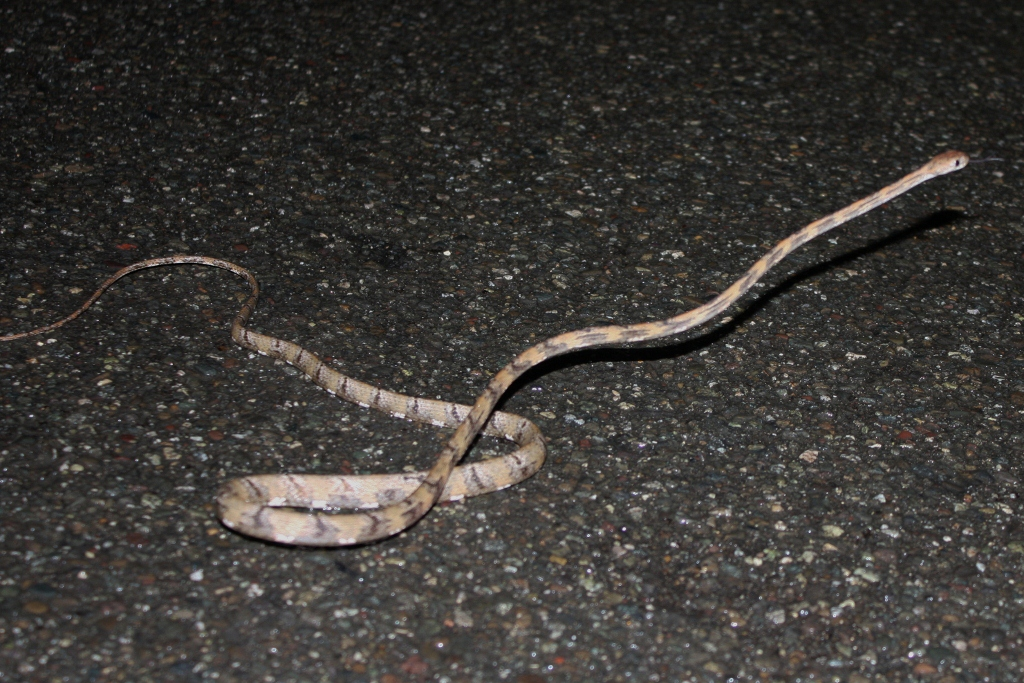
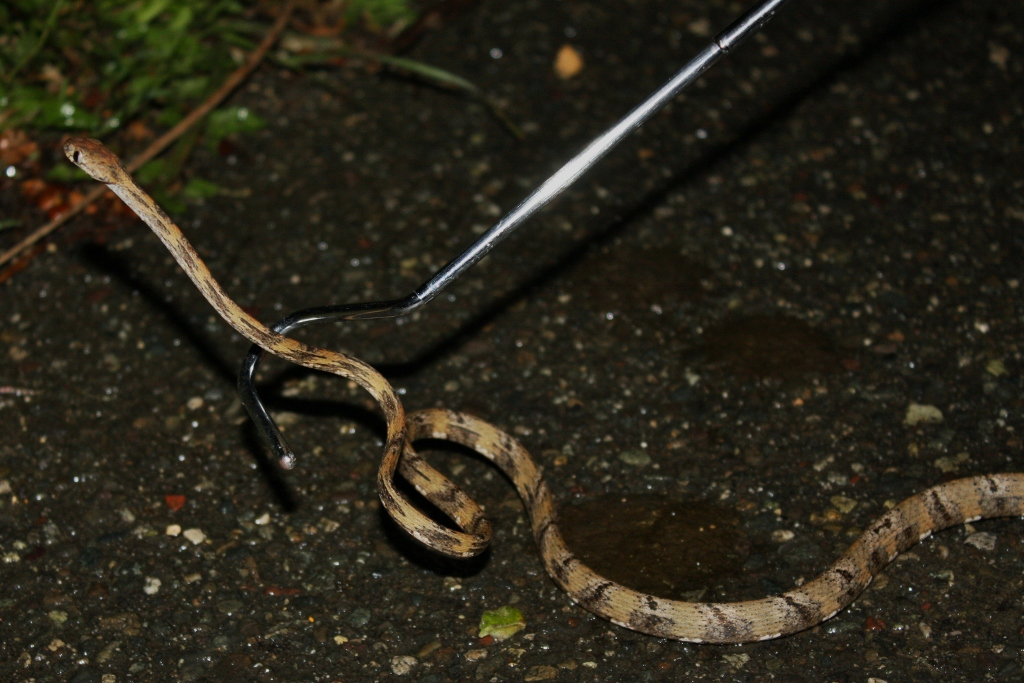